# Sciencefictionverhalen 5
Sciencefictionverhalen 5 is een bundel sciencefictionverhalen uitgegeven door Uitgeverij Het Spectrum in 1967. Het is het vervolg op Sciencefictionverhalen 4 (Prisma nummer 1022) uit 1964. De bundel bevat verhalen van verschillende auteurs, verzameld uit diverse sciencefictionbladen en bundels. Het boekje was in voorjaar 1967 te koop voor 2,50 gulden en bereikte in 1969 haar derde druk.
| Schrijver                         | Titel                           | Originele titel    | Pagina | Originele bundel                    | Thema                                             |
| --------------------------------- | ------------------------------- | ------------------ | ------ | ----------------------------------- | ------------------------------------------------- |
| Arthur C. Clarke                  | Stilte a.u.b.                   | Silence pelase     | 7      | 13 Great stories of science-fiction | Uitvinding van de Silentofoon                     |
| Lloyd Biggle Jr.                  | Het monument                    | Monument           | 22     | Analog I                            | Heldenverering, maar hoe heette hij eigenlijk     |
| Gordon R. Dickson                 | Kunstgreep                      | Sleight of wit     | 77     | Analog I                            | Spierballentaal redt ruimtevaarder                |
| Jesse Franklin Bone               | De vinger aan de trekker        | Triggerman         | 96     | Prologue to analog                  | Generaal weigert rode knop te bedienen            |
| Rick Raphael                      | De krankzinnige die een kei was | A filbert is a nut | 101    | Prologue to analog                  | Een psychiatrisch patiënt boetseert een atoomboom |
| Randall Garrett Robert Silverberg | De juiste beslissing            | Sound decision     | 117    | Prologue to analog                  | Zie onder                                         |
|                                   | Bronvermelding                  |                    | 215    |                                     |                                                   |

De juiste beslissing gaat over een ruimtevaartschip dat terugkeert naar de Aarde. Op die weg terug raakt het remsysteem onklaar waardoor het schip neer zal storten op Aarde. De ramp zal zich voltrekken voor Long Island (New York). Tegelijkertijd moet een keus gemaakt worden over het opzettelijk vernietigen van het ruimteschip met bemanning en passagiers of het verongelukken van 20 miljoen inwoners van New York en omgeving. Ondertussen breekt paniek uit in het ruimtevaartschip. 